# Distorsio perdistorta
Distorsio perdistorta is een slakkensoort uit de familie van de Personidae. De wetenschappelijke naam van de soort is voor het eerst geldig gepubliceerd in 1938 door Fulton.